# ساس ون گنت
ساس ون گنت (به هلندی: Sas van Gent) یک منطقهٔ مسکونی در هلند است که در ترنئوزن واقع شده‌است. ساس ون گنت ۱٫۴۱ کیلومتر مربع مساحت و ۳٬۷۵۳ نفر جمعیت دارد.